# Ulota morrisonensis
Ulota morrisonensis là một loài rêu trong họ Orthotrichaceae. Loài này được Horik. & Nog. mô tả khoa học đầu tiên năm 1937.